# Universitat de Fordham
La Universitat de Fordham és una universitat privada situada a la ciutat de Nova York, als Estats Units d'Amèrica. Va ser fundada per un bisbe coadjutor de Nova York l'any 1841 al barri de Fordham, al borough del Bronx, on encara es troba el seu campus principal. Tot i que avui en dia no està governada per la Companyia de Jesús, la Universitat s'autoproclama "La Universitat Jesuïta de Nova York" i posa èmfasi en valors jesuïtes en la seva educació, destacant per exemple el servei a la comunitat.
Fordham compta amb 16,364 estudiants, dels quals 9,399 són estudiants de pregrau. Al cos d'estudiants hi ha representats 48 estats i més de 80 països diferents.
El campus principal de la Universitat de Fordham, anomenat "Rose Hill", es troba al Bronx, a tocar del Zoo. A més, Fordham compta amb un campus a Manhattan, al costat del Lincoln Center, i un altre més a West Harrison, Nova York, al comtat de Westchester.